# Balín (Editorial Maga)
Balín fue un cuaderno de aventuras, obra del guionista Pedro Quesada y del dibujante José Ortiz, que fue publicado en 1955 por la valenciana Editorial Maga, contando con 30 números.

## Argumento
La serie se ambienta en plena Revolución Francesa, siendo su protagonista un niño, de nombre Jorgito, que se ve obligado a enrolarse en la Guardia Nacional e intenta sabotearla desde dentro.

## Valoración
"Balín" presenta una visión muy negativa de la Revolución Francesa, heredada de obras como Historia de dos ciudades o Las dos huérfanas. Ensalza, por otra parte, el valor infantil, como ninguna otra serie de la editorial.